# Ramon Orlina
Ramon G. Orlina (Manilla, 27 januari 1944) is een Filipijns beeldhouwer. Orlina maakt voor zijn beelden gebruik van glas en wordt als pionier met dit materiaal wel aangeduid als de vader van de Filipijns glasbeeldhouwers.

## Biografie
Ramon Orlina werd geboren op 27 januari 1944 in de Filipijnse hoofdstad Manilla. Hij voltooide een bachelor-opleiding architectuur aan de University of Santo Tomas en behaalde in 1965 zijn architectuur-licentie. Aansluitend was hij werkzaam als architect. Begin jaren 70 was er in de Filipijnen echter sprake van verslechterende omstandigheden. Opstandige studenten eisten hervormingen in het onderwijssysteem, de criminaliteit nam toe en ook de communistische beweging werd weer groter. Kort daarop riep Marcos de staat van beleg uit en werden veel van zijn politieke tegenstanders opgepakt. Dit alles was aanleiding voor de klanten van Orlina om naar de Verenigde Staten te emigreren. Min of meer gedwongen door deze omstandigheden concentreerde hij zich vanaf 1973 op kunst. Nadat hij kort actief was als kunstschilder koos hij er uiteindelijk voor om beeldhouwer te worden. 
In 1975 organiseerde hij zijn eerste tentoonstelling Reflections, Paintings on Glass in het Hyatt Regency-hotel in Manilla. In decennia erna volgden nog vele tentoonstellingen en exhibities. Ook representeerde hij de Filipijnen op diverse kunsttentoonstellingen in het buitenland. Zo was hij te zien op het 17e Grand Prix Internationale D' Arte Contemporaine de Monte Carlo in 1977; de Bienale Internationale de Arte in Valparaiso, Chili in 1987; de Suntory Prize Exhibition in Japan in 1994; de Toyamura International Sculpture Biennale in Japan in 1995, de 9e Asian International Art Exhibition in Taipei in 1994 en de Osaka Sculpture Triennale in Japan in 1992 en 1995.
Kort na zijn eerste tentoonstelling kreeg Orlina al zijn eerste opdracht, een groot beeldhouwwerk van glas en staal, met de naam Arcanum XIX bedoeld voor aan de muur van het Silahis International Hotel in Manilla. De jaren erna bleef zijn werk gewild en kreeg hij vanuit binnen- en buitenland diverse andere opdrachten. Enkele bekende voorbeelden van zijn hand zijn het glaswerk in het altaar en de sacristie van Greenbelt Lagoon Chapel uit 1983, het 8 meter hoge beeld Oneness uit 1989 dat te vinden is naast Roxas Boulevard, een uitbeelding van zes vogels die ontsnappen uit een betonnen kooi; Tabernacle uit 1989 en Risen Christ uit 1992 voor de Mary, Queen of Peace, Our Lady of EDSA Shrine; Champagne Fountain uit 2003, een stalen frame van enkele meters hoog met 112 glazen bladeren; en  Fountain of Hope uit 2005. In Singapore zijn ook diverse bekende werken van zijn hand te vinden. Voorbeelden daarvan zijn Fertile Crescent uit 1986, Wings of Victory en Quintessence. Fertile Cresent is een vijf meter hoog werk van grote glazen blokken in een stalen frame. Het stond eerst voor Forum Galleria en is nu te vinden bij het Singapore Indoor Stadium. Ter gelegenheid van de viering van het 400-jarige bestaan van de University of Santo Tomas in 2008 maakte Orlina een 8,6 meter hoog beeld van brons en glas. Het beeld kreeg de naam Tetraglobal en is een uitbeelding van de belangrijkste belanghebbenden binnen de universiteit: een vrouwelijk en mannelijke student, een academicus en een Dominicaanse priester die gezamenlijk een wereldbol omhoog houden. 
Voor zijn werk als beeldhouwer ontving Orlina in binnen- en buitenland diverse onderscheidingen. Zo was hij in 2006 een van de winnaars van een TOFIL (The Outstanding Filipino) Award.
- RKD-Nederlands Instituut voor Kunstgeschiedenis: 265409